# Dunlop Ladies Open
Het Dunlop Ladies Open is een golftoernooi van de Japanese Ladies PGA Tour.
Het toernooi wordt op wisselende banen gespeeld. Het prijzengeld is ¥ 70,000,000 (ongeveer US$ 800.000).

## Winnaars
| Miyagi TV Cup Dunlop Ladies Open - 1982: Ayako Okamoto - 1983: - 1984: - 1985: - 1986: - 1987: Man-soo Kim - 1988: - 1989: - 1990: | - 1991: - 1992: - 1993: - 1994: Jae-sook Won - 1995: - 1996: - 1997: - 1998: - 1999: Ok-Hee Ku - 2000: Ok-Hee Ku | - 2001: - 2002: - 2003: Ai Miyazato - 2004: - 2005: - 2006: - 2007: Yuko Mitsuka - 2008: Momoko Ueda - 2009: Eun-A Lim - 2010: Eun-a Lim | - 2011: Harukyo Nomura - 2012: Rikako Morita (-14) - 2013: Rikako Morita |